# Championnats du monde de patinage artistique 1993
Navigation
Mondiaux 1992 Mondiaux 1994
Les championnats du monde de patinage artistique 1993 ont lieu du 9 au 14 mars 1993 à la Tipsport arena de Prague en Tchéquie.
Pour la première fois aux mondiaux, plus de quarante patineurs participent à la compétition individuelle masculine.

## Qualifications
Les patineurs sont éligibles à l'épreuve s'ils représentent une nation membre de l'Union internationale de patinage (International Skating Union en anglais). Les fédérations nationales sélectionnent leurs patineurs en fonction de leurs propres critères.
Sur la base des résultats des championnats du monde 1992, l'Union internationale de patinage autorise chaque pays à avoir de une à trois inscriptions par discipline. Les inscriptions gagnées par la communauté des États indépendants l'année précédente sont transférées à la fédération de Russie ; il en est de même pour les inscriptions gagnées par la Tchécoslovaquie qui sont transférées à la Tchéquie.
| Entrées                                                    | Messieurs                | Dames                                  | Couples                | Danse sur glace                              |
| ---------------------------------------------------------- | ------------------------ | -------------------------------------- | ---------------------- | -------------------------------------------- |
| 3                                                          | Canada Russie États-Unis | Chine États-Unis                       | Canada Tchéquie Russie | France Russie                                |
| 2                                                          | France Tchéquie          | Allemagne Belgique Canada France Japon | Allemagne États-Unis   | Finlande Italie Lettonie Tchéquie États-Unis |
| Les pays non listés dans ce tableau ont droit à une entrée |                          |                                        |                        |                                              |

Pour la première fois, l'Union internationale de patinage impose une ronde des qualifications pour les catégories individuelles masculine et féminine. Les qualifications sont divisées en deux groupes A et B. Pour les mondiaux 1993, le top 12 de chaque groupe accède au programme court et au programme libre. Les scores des qualifications ne comptent pas pour le score final. Cette ronde des qualifications est utilisée quatorze année consécutive, jusqu'aux mondiaux 2006.

## Podiums
| Épreuves                            | Or                               | Argent                               | Bronze                               |
| ----------------------------------- | -------------------------------- | ------------------------------------ | ------------------------------------ |
| Messieurs résultats détaillés       | Kurt Browning                    | Elvis Stojko                         | Aleksey Urmanov                      |
| Dames résultats détaillés           | Oksana Baiul                     | Surya Bonaly                         | Chen Lu                              |
| Couples résultats détaillés         | Isabelle Brasseur / Lloyd Eisler | Mandy Wötzel / Ingo Steuer           | Evgenia Shishkova / Vadim Naumov     |
| Danse sur glace résultats détaillés | Maïa Oussova / Alexandre Jouline | Oksana Grichtchouk / Ievgueni Platov | Anzhelika Krylova / Vladimir Fedorov |

## Tableau des médailles
| Rang  | Nation    | Or | Argent | Bronze | Total |
| ----- | --------- | -- | ------ | ------ | ----- |
| 1     | Canada    | 2  | 1      | 0      | 3     |
| 2     | Russie    | 1  | 1      | 3      | 5     |
| 3     | Ukraine   | 1  | 0      | 0      | 1     |
| 4     | Allemagne | 0  | 1      | 0      | 1     |
| 4     | France    | 0  | 1      | 0      | 1     |
| 6     | Chine     | 0  | 0      | 1      | 1     |
| Total | Total     | 4  | 4      | 4      | 12    |

## Détails des compétitions
Pour la saison 1992/1993, les calculs des points se font selon la méthode suivante :
- chez les Messieurs, les Dames et les Couples artistiques (0.5 point par place pour le programme court, 1 point par place pour le programme libre)
- en danse sur glace (0.4 point par place pour les deux danses imposées, 0.6 point par place pour la danse originale, 1 point par place pour la danse libre)

### Messieurs
| Rang                                        | Nom                 | Nation           | Qualif. A | Qualif. B | Points | Prog. court | Prog. libre |
| ------------------------------------------- | ------------------- | ---------------- | --------- | --------- | ------ | ----------- | ----------- |
| 1                                           | Kurt Browning       | Canada           | 1         |           | 1.5    | 1           | 1           |
| 2                                           | Elvis Stojko        | Canada           |           | 1         | 4.5    | 5           | 2           |
| 3                                           | Aleksey Urmanov     | Russie           |           | 2         | 4.5    | 3           | 3           |
| 4                                           | Mark Mitchell       | États-Unis       | 3         |           | 6.0    | 2           | 5           |
| 5                                           | Philippe Candeloro  | France           | 2         |           | 8.0    | 8           | 4           |
| 6                                           | Scott Davis         | États-Unis       | 4         |           | 9.5    | 7           | 6           |
| 7                                           | Éric Millot         | France           |           | 3         | 10.0   | 4           | 8           |
| 8                                           | Masakazu Kagiyama   | Japon            | 9         |           | 11.5   | 9           | 7           |
| 9                                           | Cornel Gheorghe     | Roumanie         |           | 5         | 16.0   | 14          | 9           |
| 10                                          | Marcus Christensen  | Canada           | 8         |           | 17.0   | 12          | 11          |
| 11                                          | Oleg Tataurov       | Russie           |           | 9         | 17.0   | 6           | 14          |
| 12                                          | Dmytro Dmytrenko    | Ukraine          | 5         |           | 19.0   | 18          | 10          |
| 13                                          | Konstantin Kostin   | Lettonie         | 6         |           | 19.5   | 15          | 12          |
| 14                                          | Igor Pashkevich     | Russie           | 7         |           | 21.0   | 16          | 13          |
| 15                                          | Ronny Winkler       | Allemagne        |           | 6         | 21.0   | 10          | 16          |
| 16                                          | Oula Jääskeläinen   | Finlande         |           | 8         | 22.5   | 11          | 17          |
| 17                                          | Michael Tyllesen    | Danemark         |           | 7         | 23.5   | 17          | 15          |
| 18                                          | Steven Cousins      | Royaume-Uni      |           | 4         | 24.5   | 13          | 18          |
| 19                                          | Michael Shmerkin    | Israël           | 12        |           | 29.5   | 21          | 19          |
| 20                                          | Jung Sung-il        | Corée du Sud     |           | 12        | 30.0   | 20          | 20          |
| 21                                          | Liu Yueming         | Chine            | 10        |           | 30.5   | 19          | 21          |
| 22                                          | Jaroslav Suchý      | Tchéquie         |           | 11        | 34.0   | 24          | 22          |
| 23                                          | Jan Erik Digernes   | Norvège          | 11        |           | 34.5   | 23          | 23          |
| 24                                          | Alexander Murashko  | Biélorussie      |           | 10        | 35.0   | 22          | 24          |
| Patineurs éliminés après les qualifications |                     |                  |           |           |        |             |             |
| 25                                          | Rastislav Vnučko    | Slovaquie        | 13        |           |        | NC          | NC          |
| 25                                          | Stephen Carr        | Australie        |           | 13        |        | NC          | NC          |
| 27                                          | Roman Martõnenko    | Estonie          | 14        |           |        | NC          | NC          |
| 27                                          | Dino Quattrocecere  | Afrique du Sud   |           | 14        |        | NC          | NC          |
| 29                                          | Robert Grzegorczyk  | Pologne          | 15        |           |        | NC          | NC          |
| 29                                          | Fabrizio Garattoni  | Italie           |           | 15        |        | NC          | NC          |
| 31                                          | Szabolcs Vidrai     | Hongrie          | 16        |           |        | NC          | NC          |
| 31                                          | David Liu           | Taipei chinois   |           | 16        |        | NC          | NC          |
| 33                                          | Nicolas Binz        | Suisse           | 17        |           |        | NC          | NC          |
| 33                                          | Daniel Feinado      | Espagne          |           | 17        |        | NC          | NC          |
| 35                                          | Jan Čejvan          | Slovénie         | 18        |           |        | NC          | NC          |
| 35                                          | Florian Tuma        | Autriche         |           | 18        |        | NC          | NC          |
| 37                                          | Marcus Deen         | Pays-Bas         | 19        |           |        | NC          | NC          |
| 37                                          | Besarion Tsintsadze | Géorgie          |           | 19        |        | NC          | NC          |
| 39                                          | Sergei Umirov       | Kazakhstan       | 20        |           |        | NC          | NC          |
| 39                                          | Tomislav Čižmešija  | Croatie          |           | 20        |        | NC          | NC          |
| 41                                          | Christopher Blong   | Nouvelle-Zélande | 21        |           |        | NC          | NC          |
| 41                                          | Emanuele Ancorini   | Suède            |           | 21        |        | NC          | NC          |
| 43                                          | Harris Haita        | Grèce            | 22        |           |        | NC          | NC          |
| 43                                          | Ivan Dinev          | Bulgarie         |           | 22        |        | NC          | NC          |

### Dames
| Rang                                          | Nom                    | Nation           | Qualif. A | Qualif. B | Points | Prog. court | Prog. libre |
| --------------------------------------------- | ---------------------- | ---------------- | --------- | --------- | ------ | ----------- | ----------- |
| 1                                             | Oksana Baiul           | Ukraine          |           | 2         | 2.0    | 2           | 1           |
| 2                                             | Surya Bonaly           | France           | 1         |           | 3.5    | 3           | 2           |
| 3                                             | Chen Lu                | Chine            |           | 1         | 5.5    | 5           | 3           |
| 4                                             | Yuka Sato              | Japon            | 5         |           | 7.0    | 6           | 4           |
| 5                                             | Nancy Kerrigan         | États-Unis       | 2         |           | 9.5    | 1           | 9           |
| 6                                             | Marina Kielmann        | Allemagne        |           | 3         | 10.0   | 10          | 5           |
| 7                                             | Tanja Szewczenko       | Allemagne        |           | 5         | 10.0   | 8           | 6           |
| 8                                             | Karen Preston          | Canada           |           | 4         | 10.5   | 7           | 7           |
| 9                                             | Josée Chouinard        | Canada           | 4         |           | 12.0   | 4           | 10          |
| 10                                            | Lenka Kulovaná         | Tchéquie         |           | 9         | 13.5   | 11          | 8           |
| 11                                            | Marie-Pierre Leray     | France           |           | 7         | 16.5   | 9           | 12          |
| 12                                            | Charlene von Saher     | Royaume-Uni      | 6         |           | 19.5   | 17          | 11          |
| 13                                            | Lisa Ervin             | États-Unis       | 9         |           | 20.0   | 14          | 13          |
| 14                                            | Zuzanna Szwed          | Pologne          |           | 10        | 20.5   | 13          | 14          |
| 15                                            | Krisztina Czakó        | Hongrie          | 8         |           | 22.0   | 12          | 16          |
| 16                                            | Zhang Bo               | Chine            |           | 6         | 24.0   | 18          | 15          |
| 17                                            | Viktoria Dimitrova     | Bulgarie         | 7         |           | 24.5   | 15          | 17          |
| 18                                            | Mila Kajas             | Finlande         | 3         |           | 26.0   | 16          | 18          |
| 19                                            | Nathalie Krieg         | Suisse           |           | 11        | 29.0   | 20          | 19          |
| 20                                            | Anisette Torp-Lind     | Danemark         |           | 12        | 29.5   | 19          | 20          |
| 21                                            | Cristina Mauri         | Italie           | 12        |           | 32.0   | 22          | 21          |
| 22                                            | Marta Andrade          | Espagne          | 11        |           | 33.5   | 23          | 22          |
| 23                                            | Liu Xin                | Chine            | 10        |           | 35.0   | 24          | 23          |
| Abandon                                       | Alice Sue Claeys       | Belgique         |           | 8         |        | 21          |             |
| Patineuses éliminées après les qualifications |                        |                  |           |           |        |             |             |
| 25                                            | Olga Vassilieva        | Estonie          | 13        |           |        | NC          | NC          |
| 25                                            | Junko Yaginuma         | Japon            |           | 13        |        | NC          | NC          |
| 27                                            | Tamara Heggen          | Australie        | 14        |           |        | NC          | NC          |
| 27                                            | Nancy Dutremble        | Canada           |           | 14        |        | NC          | NC          |
| 29                                            | Joanna Ng              | Taipei chinois   | 15        |           |        | NC          | NC          |
| 29                                            | Maria Butyrskaya       | Russie           |           | 15        |        | NC          | NC          |
| 31                                            | Mojca Kopač            | Slovénie         | 16        |           |        | NC          | NC          |
| 31                                            | Tonia Kwiatkowski      | États-Unis       |           | 16        |        | NC          | NC          |
| 33                                            | Anne-Marie Soderholm   | Suède            | 17        |           |        | NC          | NC          |
| 33                                            | Melita Juratek         | Croatie          |           | 17        |        | NC          | NC          |
| 35                                            | Andrea Kus             | Autriche         | 18        |           |        | NC          | NC          |
| 35                                            | Monique van der Velden | Pays-Bas         |           | 18        |        | NC          | NC          |
| 37                                            | Tatiana Malinina       | Ouzbékistan      | 19        |           |        | NC          | NC          |
| 37                                            | Alma Lepina            | Lettonie         |           | 19        |        | NC          | NC          |
| 39                                            | Marianne Aarnes        | Norvège          | 20        |           |        | NC          | NC          |
| 39                                            | Lauryna Slavinskaite   | Lituanie         |           | 20        |        | NC          | NC          |
| 41                                            | Sandra Brajdic         | Croatie          | 21        |           |        | NC          | NC          |
| 41                                            | Inna Ovsiannikova      | Biélorussie      |           | 21        |        | NC          | NC          |
| 43                                            | Mayda Navarro          | Mexique          | 22        |           |        | NC          | NC          |
| 43                                            | Rosanna Blong          | Nouvelle-Zélande |           | 22        |        | NC          | NC          |
| 45                                            | Jalina Kakadyl         | Kazakhstan       | 23        |           |        | NC          | NC          |
| 45                                            | Kim Harris             | Afrique du Sud   |           | 23        |        | NC          | NC          |

### Couples
| Rang    | Nom                                       | Nation         | Points | Prog. court | Prog. libre |
| ------- | ----------------------------------------- | -------------- | ------ | ----------- | ----------- |
| 1       | Isabelle Brasseur / Lloyd Eisler          | Canada         | 1.5    | 1           | 1           |
| 2       | Mandy Wötzel / Ingo Steuer                | Allemagne      | 3.5    | 3           | 2           |
| 3       | Evgenia Shishkova / Vadim Naumov          | Russie         | 4.0    | 2           | 3           |
| 4       | Radka Kovaříková / René Novotný           | Tchéquie       | 7.0    | 6           | 4           |
| 5       | Jenni Meno / Todd Sand                    | États-Unis     | 7.0    | 4           | 5           |
| 6       | Marina Eltsova / Andrei Bushkov           | Russia         | 9.5    | 5           | 7           |
| 7       | Michelle Menzies / Jean-Michel Bombardier | Canada         | 10.0   | 8           | 6           |
| 8       | Calla Urbanski / Rocky Marval             | États-Unis     | 11.5   | 7           | 8           |
| 9       | Leslie Monod / Cédric Monod               | Suisse         | 14.5   | 9           | 10          |
| 10      | Jodeyne Higgins / Sean Rice               | Canada         | 15.5   | 13          | 9           |
| 11      | Danielle Carr / Stephen Carr              | Australie      | 17.0   | 12          | 11          |
| 12      | Peggy Schwarz / Alexander König           | Allemagne      | 17.0   | 10          | 12          |
| 13      | Svetlana Pristav / Viacheslav Tkachenko   | Ukraine        | 19.5   | 11          | 14          |
| 14      | Elena Berejnaïa / Oleg Shliakhov          | Lettonie       | 20.5   | 15          | 13          |
| 15      | Oksana Kazakova / Dmitri Sukhanov         | Russie         | 22.0   | 14          | 15          |
| 16      | Jackie Soames / John Jenkins              | Royaume-Uni    | 25.0   | 18          | 16          |
| 17      | Beata Zielińska / Mariusz Siudek          | Pologne        | 26.5   | 19          | 17          |
| 18      | Elena Grigoreva / Sergei Sheiko           | Biélorussie    | 26.5   | 17          | 18          |
| 19      | Sarah Abitbol / Stéphane Bernadis         | France         | 27.0   | 16          | 19          |
| 20      | Claire Auret / Christoff van Rensburg     | Afrique du Sud | 30.5   | 21          | 20          |
| Abandon | Elaine Asanakis / Mark Alan Naylor        | Grèce          |        | 20          |             |

### Danse sur glace
| Rang                                               | Nom                                       | Nation         | Points | Danse imposée 1 | Danse imposée 2 | Danse originale | Danse libre |
| -------------------------------------------------- | ----------------------------------------- | -------------- | ------ | --------------- | --------------- | --------------- | ----------- |
| 1                                                  | Maïa Oussova / Alexandre Jouline          | Russie         | 2.0    | 1               | 1               | 1               | 1           |
| 2                                                  | Oksana Grichtchouk / Ievgueni Platov      | Russie         | 4.0    | 2               | 2               | 2               | 2           |
| 3                                                  | Anzhelika Krylova / Vladimir Fedorov      | Russie         | 6.2    | 4               | 3               | 3               | 3           |
| 4                                                  | Susanna Rahkamo / Petri Kokko             | Finlande       | 7.8    | 3               | 4               | 4               | 4           |
| 5                                                  | Sophie Moniotte / Pascal Lavanchy         | France         | 10.4   | 6               | 6               | 5               | 5           |
| 6                                                  | Stefania Calegari / Pasquale Camerlengo   | Italie         | 12.6   | 5               | 5               | 6               | 7           |
| 7                                                  | Irina Romanova / Igor Yaroshenko          | Ukraine        | 13.0   | 7               | 7               | 7               | 6           |
| 8                                                  | Kateřina Mrázová / Martin Šimeček         | Tchéquie       | 16.0   | 8               | 8               | 8               | 8           |
| 9                                                  | Tatiana Navka / Samvel Gezalian           | Biélorussie    | 19.0   | 10              | 10              | 10              | 9           |
| 10                                                 | Aliki Stergiadu / Juris Razgulajevs       | Ouzbékistan    | 20.0   | 9               | 9               | 9               | 11          |
| 11                                                 | Renée Roca / Gorsha Sur                   | États-Unis     | 21.0   | 11              | 11              | 11              | 10          |
| 12                                                 | Jennifer Goolsbee / Hendryk Schamberger   | Allemagne      | 24.0   | 12              | 12              | 12              | 12          |
| 13                                                 | Margarita Drobiazko / Povilas Vanagas     | Lituanie       | 27.4   | 14              | 14              | 13              | 14          |
| 14                                                 | Shae-Lynn Bourne / Victor Kraatz          | Canada         | 28.0   | 15              | 15              | 15              | 13          |
| 15                                                 | Susie Wynne / Russ Witherby               | États-Unis     | 28.6   | 13              | 13              | 14              | 15          |
| 16                                                 | Irina Le Bed / Alexandre Piton            | France         | 34.0   | 16              | 16              | 16              | 18          |
| 17                                                 | Marika Humphreys / Justin Lanning         | Royaume-Uni    | 34.2   | 19              | 18              | 18              | 16          |
| 18                                                 | Regina Woodward / Csaba Szentpétery       | Hongrie        | 35.8   | 18              | 19              | 19              | 17          |
| 19                                                 | Elizaveta Stekolnikova / Dmitri Kazarlyga | Kazakhstan     | 36.0   | 17              | 17              | 17              | 19          |
| 20                                                 | Radmila Chroboková / Milan Brzý           | Tchéquie       | 40.0   | 20              | 20              | 20              | 20          |
| 21                                                 | Agnieszka Domańska / Marcin Głowacki      | Pologne        | 42.2   | 22              | 21              | 21              | 21          |
| 22                                                 | Barbara Fusar-Poli / Alberto Reani        | Italie         | 43.8   | 21              | 22              | 22              | 22          |
| 23                                                 | Angelika Führing / Peter Wilczek          | Autriche       | 46.4   | 24              | 24              | 23              | 23          |
| 24                                                 | Diane Gerencser / Alexander Stanislavov   | Suisse         | 47.6   | 23              | 23              | 24              | 24          |
| Couples de danse éliminés après la danse originale |                                           |                |        |                 |                 |                 |             |
| 25                                                 | Kayo Shirahata / Hiroshi Tanaka           | Japon          |        | 25              | 25              | 25              | NC          |
| 26                                                 | Albena Denkova / Hristo Nikolov           | Bulgarie       |        | 26              | 26              | 26              | NC          |
| 27                                                 | Jelena Trocenko / Erik Samovich           | Lettonie       |        | 28              | 27              | 27              | NC          |
| 28                                                 | Tamara Ruby / Konstantin Kaplan           | Israël         |        | 27              | 28              | 28              | NC          |
| 29                                                 | Richelle van der Riet / Nestor van Eeden  | Afrique du Sud |        | 29              | 29              | 29              | NC          |